# Wärmeformbeständigkeit
Die Wärmeformbeständigkeit ist ein Maß für die Temperaturbelastbarkeit von Kunststoffen. Wegen deren viskoelastischen Materialverhaltens gibt es für Kunststoffe keine streng definierte obere Einsatztemperatur, stattdessen wird eine Ersatzgröße unter definierter Last bestimmt. Dazu stehen zwei genormte Methoden zur Verfügung.

## Wärmeformbeständigkeitstemperatur (HDT)
Diese in DIN EN ISO 75-1,-2,-3 (Vorläufer: DIN 53461) beschriebene Methode der Wärmeformbeständigkeitstemperatur (HDT = heat deflection temperature) verwendet Standardprobekörper mit rechteckigem Querschnitt, die bevorzugt flachkant einer Dreipunktbiegung bei konstanter Last ausgesetzt werden. Je nach Probekörperhöhe wird dabei zur Erzielung einer sogenannten Randfaserspannung σf von 1,80 (Methode A), 0,45 (Methode B) oder 8,00 N/mm² (Methode C) durch Gewichtsstücke oder/und Federn eine Kraft
{\displaystyle F={\frac {2\sigma _{\text{f}}bh^{2}}{3L}}}
aufgebracht. Dabei sind
{\displaystyle b}: Probenbreite
{\displaystyle h}: Probenhöhe
{\displaystyle L:} Auflagerabstand
Anschließend werden die belasteten Proben einer Erwärmung mit konstanter Heizrate von 120 K/h (oder 50 K/h) ausgesetzt. Erreicht dabei die Durchbiegung der Probe eine Randfaserdehnung von 0,2 %, so ist die zugehörige Temperatur die Wärmeformbeständigkeitstemperatur HDT (englisch heat deflection temperature oder heat distortion temperature).
Typische HDT-Werte für einige unverstärkte Kunststoffe sind:
| Kürzel | Methode | HDT [°C] |
| ------ | ------- | -------- |
| ABS    | A       | 79       |
| POM 1  | A       | 91       |
| POM 2  | A       | 160      |
| PBT    | A       | 50       |
| PET    | A       | 65       |
| PP 1   | B       | 82       |
| PP 2   | B       | 115      |

## Vicat-Methode
Die Vicat-Erweichungstemperatur (VST = Vicat softening temperature) nach DIN EN ISO 306 (Vorläufer: DIN 53460) wird mit einer Nadel (mit kreisrunder Fläche von 1 mm²) gemessen. Diese ist mit einer Prüfkraft von 10 N (Prüfkraft A) oder 50 N (Prüfkraft B) belastet. Der Probekörper mit einer zulässigen Dicke von 3 bis 6,4 mm wird einer definierten Heizrate von 50 bzw. 120 K/h ausgesetzt. Die VST ist erreicht, wenn der Eindringkörper eine Eindringtiefe von 1 mm erreicht. Die Prüfung ist nach Norm nur bei Thermoplasten anzuwenden und gibt einen Aufschluss über die praktische Dauereinsatzgrenze, welche bei circa 15 K unter der Vicattemperatur liegt. 
Durch Variation der Randbedingungen ergeben sich vier Parameterkombinationen: 
- VST/A50
- VST/A120
- VST/B50 (bevorzugte Methode für vergleichende Prüfungen (ISO 10350-1)
- VST/B120

Typische Vicat-Erweichungstemperaturen (VST/A120) sind:
| Kürzel | VST [°C] |
| ------ | -------- |
| ABS    | 108      |
| PMMA   | 125      |
| PP     | 146      |
| PC     | 154      |
| PLA    | 60       |